# شركة تعبئة مياه الروضتين
شركة تعبئة مياه الروضتين هي شركة مساهمة كويتية مقفلة تأسست في نوفمبر 1980 بهدف تطوير وتنفيذ وإدارة مشروع إنتاج وتعبئة وتسويق مياه الروضتين. استكملت الشركة كامل الأعمال الإنشائية والفنية في نهاية عام 1982 وباشرت نشاطها التجاري في يناير 1983. حصلت الشركة على علامة الجودة الكويتية وشهادة ISO 9002 العالمية.

## التأسيس
بمبادرة من أمير الكويت الشيخ جابر الاحمد الجابر الصباح الذي أمر بنك الكويت الصناعي باجراء الدراسات اللازمة لتعبئة مياه الروضتين وبعد أن اثبتت الدراسات الاقتصادية جدوى مشروع تعبئة مياه الروضتين تأسست شركة تعبئة مياه الروضتين كشركة مساهمة كويتية مقفلة في نوفمبر 1980.
ساهم في الشركة كل من وزارة المالية الكويتية وبنك الكويت الصناعي والمؤسسة العامة للتأمينات الاجتماعية والشركة الكويتية للتجارة والمقاولات والاستثمارات الخارجية والشركة الكويتية للاستثمار وشركة الفنادق الكويتية.
منذ شهر يوليو 1990 قامت مؤسسة التأمينات الاجتماعية بشراء حصص المساهمين ماعدا حصة بنك الكويت الصناعي حيث أصبحت المالك الرئيسي للشركة بنسبة 70%.

## الروضتين
حقل الروضتين هو أكبر مخزون للمياه في الكويت وأقدم الحقول المائية التي تتميز بخواص معدنية. ويقدر عمر الحقل  بين أربعة إلى خمسة ملايين سنة، وتمتاز آبار الروضتين بمياهها الطبيعية النقية المعدنية الخواص التي تجمعت عبر ملايين السنين من مياه الأمطار والسيول والشعاب. وقد ثبتت جودة المياه بعد أن قامت وزارة الكهرباء والماء ووزارة الصحة العامة بعمل تحاليل، وكذلك بعد أن قامت شركة سان بلجرينو الإيطالية وشركة إيفان الفرنسية، وكذلك المؤسسة العامة الفرنسية للمياه المعدنية -فيتيل- وقد ثبت من خلال نتائج التحاليل تطابق اشتراطات الكويت ومنظمة الصحة العالمية والمواصفات العالمية لجودة المياه، ووفقا لهذه النتائج بدأ في عام 1983 بالاستثمار في الحقول، فتم تأسيس شركة تعبئة المياه المعدنية في حقول الروضتين لتنفيذ وتطوير إدارة المشروع.
بدأت أولى عمليات الضخ في 19 سبتمبر 1962 ، وقد قدر المخزون المائي بنحو أربعين مليون جالون، وقدرت الطاقة الإنتاجية لحقل الروضتين مليون ونصف مليون جالون من الماء يوميا في الحالات الاعتيادية وبالإمكان زيادة الإنتاج إلى ثلاثة ملايين جالون في اليوم عند الحاجة.